# Bitwa pod Leśną (1920)

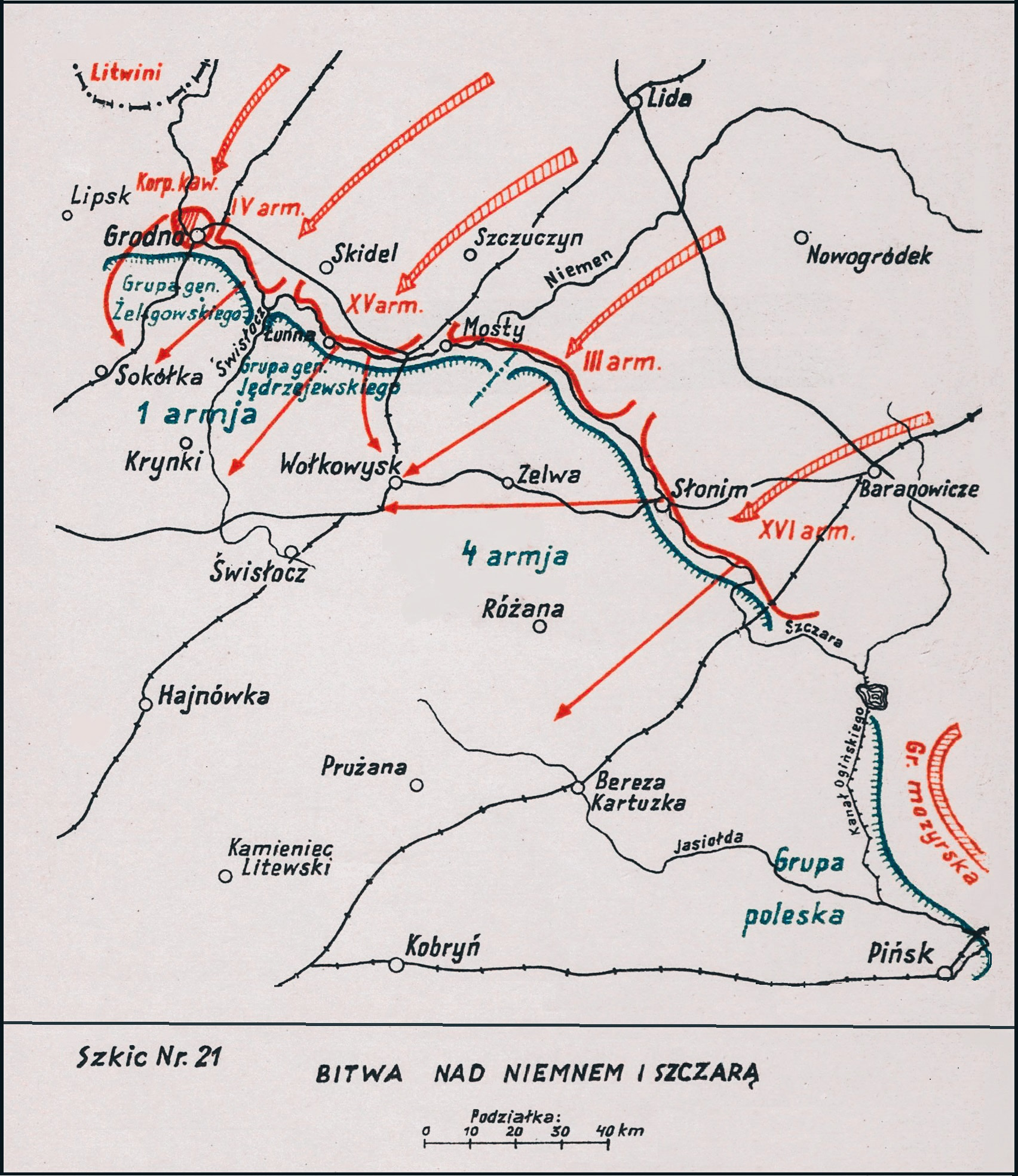
Adam Przybylski
Wojna Polska 1918–1921

Bitwa pod Leśną – walki grupy płk. Stanisława Kaliszka z sowiecką 27 Dywizją Strzelców w czasie lipcowej ofensywy Frontu Zachodniego Michaiła Tuchaczewskiego w okresie wojny polsko-bolszewickiej.

## Sytuacja ogólna
W pierwszej dekadzie lipca przełamany został front polski nad Autą, a wojska Frontu Północno-Wschodniego gen. Stanisława Szeptyckiego cofały się pod naporem ofensywy Michaiła Tuchaczewskiego.
Naczelne Dowództwo nakazało powstrzymanie wojsk sowieckiego Frontu Zachodniego na linii dawnych okopów niemieckich z okresu I wojny światowej.
Sytuacja operacyjna, a szczególnie upadek Wilna i obejście pozycji polskich od północy, wymusiła jednak dalszy odwrót.
Gen. Szeptycki wydał rozkaz dalszego odwrotu. 1 Armia gen. Gustawa Zygadłowicza cofała się nad Niemen, 4 Armia nad Szczarę, a Grupa Poleska na Kanał Ogińskiego i Pińsk.

Dyrektywa Naczelnego Wodza z 18 lipca ujmowała: Przy zgrupowaniu na linii Niemna i Szczary należy wziąć pod uwagę, że lewe skrzydło musi być najsilniejsze, że musimy Linię Niemna i Grodno koniecznie utrzymać. Utrata linii Niemna odkryłaby najkrótszy kierunek Warszawy i uniemożliwiłaby utrzymanie linii Narwi. Odepchnięcie naszych linii na Polesiu lub na Szczarze mniej szkodliwe.
Na linii rzek Niemen i Szczara zamierzano powstrzymać marsz nieprzyjaciela, skoncentrować nad Bugiem zgrupowanie wojsk i uderzyć na lewe skrzydło frontu Tuchaczewskiego.
21 lipca Sowieci sforsowali Szczarę w rejonie obrony 18 pułku piechoty pod Rusakowem i przełamali polski front. Grupa płk. Stanisława Kaliszka otrzymała rozkaz odwrotu w kierunku na Zelwę.

## Walki pod Leśną
Po utracie linii Niemna, front na Narwi od Łuki po Ogrodniki obsadzić miała cofająca się znad Świsłoczy grupa płk. Stanisława Kaliszka.
W tym czasie sowiecka 27 Dywizja Strzelców Witowta Putny prowadziła pościg równoległy, a jej 81 Brygada Strzelców wyprzedziła oddziały polskie, o świcie 27 lipca sforsowała pod Ogrodnikami niebronioną Narew i ruszyła w głąb Puszczy Białowieskiej na Narewkę Małą i Leśną.
Pojawienie się Sowietów na tyłach oddziałów polskich wywołało duże zaskoczenie. Pułkownik Stanisław Kaliszek i dwaj dowódcy brygady nie byli w stanie zorganizować skutecznej obrony. Grupa w wielkim nieładzie wycofała się do rejonu Nowosady – Dubiny, w rejon rozmieszczenia 62 pułku piechoty i VIII Brygady Piechoty, która po odłączeniu się od dywizji po bitwie pod Słonimem, drogą przez Brześć, zjawiła się ponownie w obszarze działań grupy generała Junga.

## Ocena walk
Z rejonu Ogrodnik i Leśnej oddziały sowieckiej 27 Dywizji Strzelców Witowta Putny zaczęły obchodzić lewe skrzydło 3 pułku piechoty Legionów, rozwiniętego nad górną Narwią. W efekcie obrona polska załamała się i cała Grupa generała Zdzisława Kosteckiego musiała odejść do rejonu Białowieży.